# 여천군수 선거
여천군수 선거는 전라남도 여천군의 군수를 선출하는 선거였다. 1998년 여천군이 여천시와 함께 여수시로 통합되면서 폐지되었다.

## 역대 민선 여천군수
| 선거   | 정당 | 정당   | 군수   |
| ------ | ---- | ------ | ------ |
| 1995년 |      | 민주당 | 정근진 |
| 1996년 |      | 무소속 | 주승용 |

## 역대 선거 결과

### 제1회 전국동시지방선거
|  | 52.32% |

|  | 27.18% |

|  | 20.49% |

### 1996년 대한민국 재보궐선거
정근진 군수의 사임으로 인해 치러진 1996년 대한민국 재보궐선거에서 무소속 주승용 후보가 당선되었다.